# قرار مجلس الأمن التابع للأمم المتحدة رقم 839
قرار مجلس الأمن التابع للأمم المتحدة رقم 839، المعتمد بالإجماع في 11 حزيران / يونيو 1993، أشار إلى تقرير للأمين العام مفاده أن وجود قوة الأمم المتحدة لحفظ السلام في قبرص، بسبب الظروف القائمة، سيظل ضرورياً لتحقيق تسوية سلمية. وطلب المجلس من الأمين العام تقديم تقرير مرة أخرى قبل 15 تشرين الثاني / نوفمبر 1993 لمتابعة تنفيذ القرار.
أعاد المجلس تأكيد قراراته السابقة، بما في ذلك القرار 365 (1974)، الذي أعرب عن قلقه إزاء الوضع، وحث الأطراف المعنية على العمل معًا من أجل السلام، ومدد مرة أخرى ولاية القوة في قبرص، المنصوص عليه في القرار 186 (1964)، حتى 15 ديسمبر 1993.
تم التذكير بأحكام القرار 831 (1993) بشأن إعادة هيكلة القوة وحث كلا الجانبين على اتخاذ تدابير متبادلة لخفض التوتر والمضي قدما في المحادثات بين الطائفتين في جمهورية قبرص وشمال قبرص.

## روابط خارجية
- نص القرار في undocs.org